# Morris Cowley
O  Morris Cowley é um modelo compacto produzido pela British Motor Corporation.